# 史丹佛環面

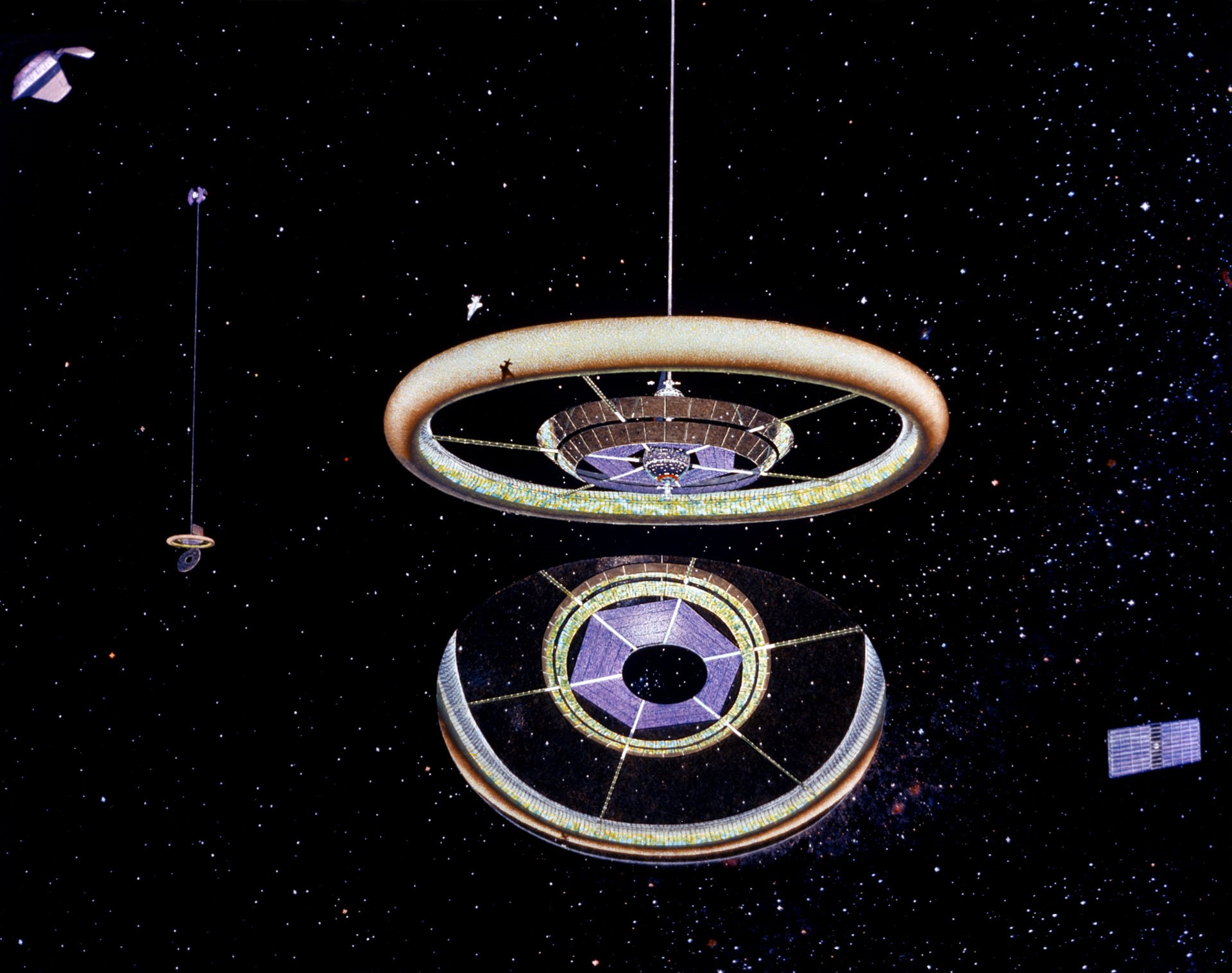
斯坦福环面的外部视图。底部中央是非旋转的主太阳镜，它将阳光反射到轮毂周围的次镜角度环上。由唐纳德·E·戴维斯 (Donald E. Davis) 创作。

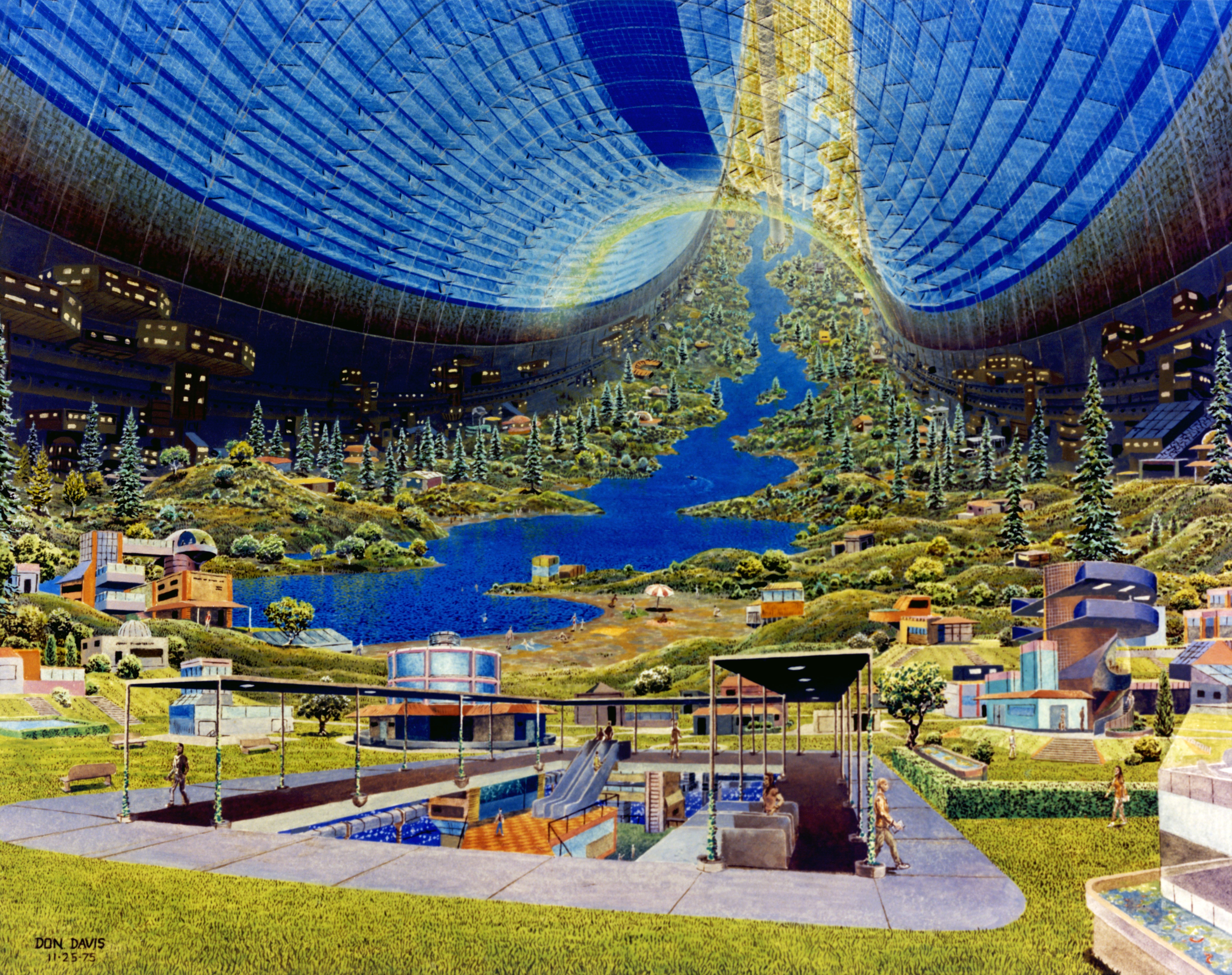
斯坦福圆环内部。由唐纳德·E·戴维斯 (Donald E. Davis) 创作。

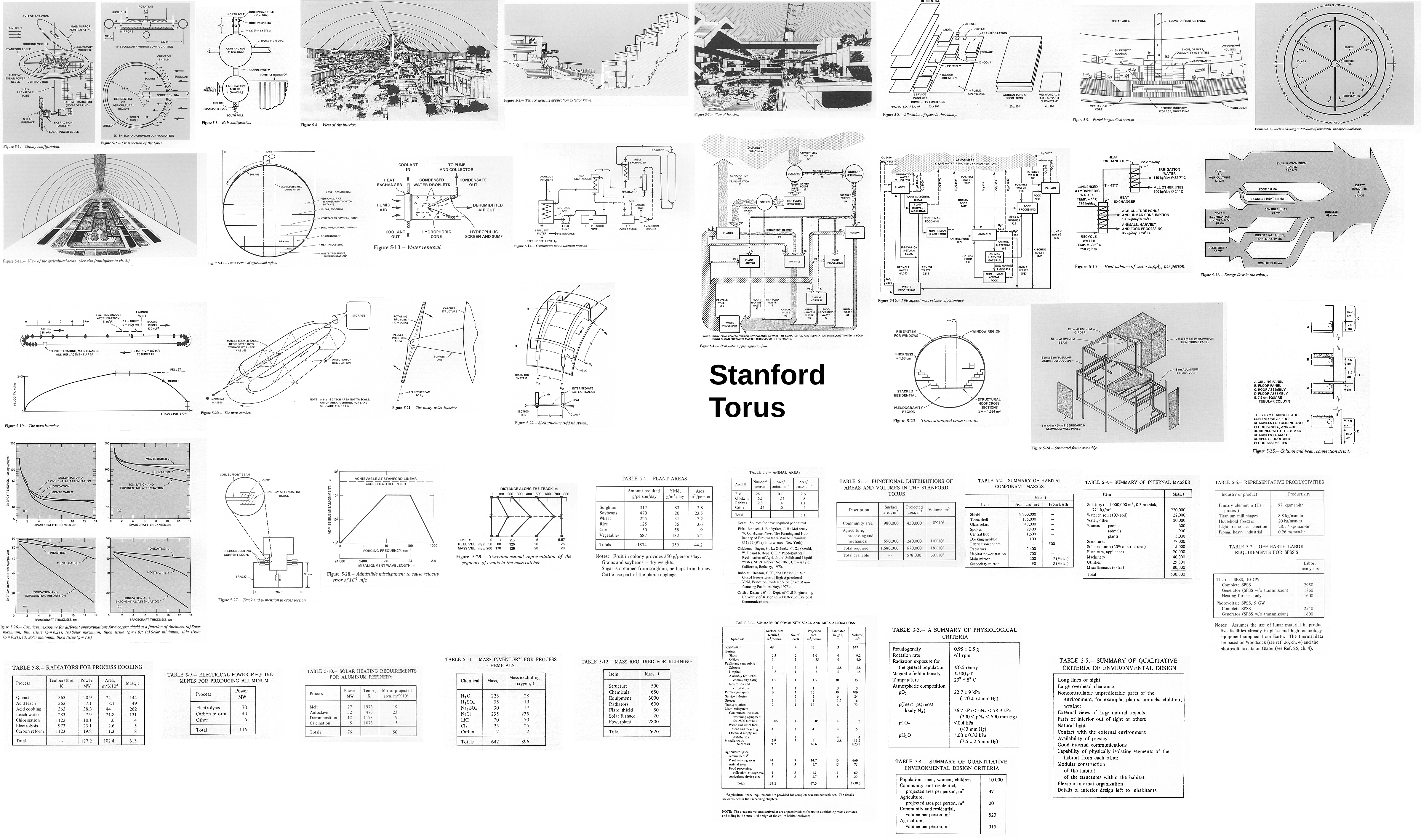
斯坦福环面太空栖息地的图表和表格拼贴图，来自《太空定居点：设计研究》一书。查尔斯·霍尔布罗和理查德·约翰逊，NASA，1977 年。

史丹佛環面（Stanford torus）是一種宇宙殖民地構想，能夠容納10,000人至140,000人永久居住。
1975年，美國航空航天局在夏季研究的過程中，史丹佛大學提出史丹佛環面當作未來的太空殖民地（傑瑞德·K·歐尼爾後來又提出伯納爾球體（Bernal Sphere）當作替代方案）。沃纳·冯·布劳恩和赫爾曼·波托奇尼克提出旋輪太空站與史丹佛環面不同。

## 主要参数
- 位置：地球-月球L5拉格朗日点
- 总质量：1000 万吨（包括辐射屏蔽（95%）、居住舱和大气层）
- 直径：1,790米（1.11 mi）
- 周长：5,623.45米（3.49425 mi）
- 居住管直径：130米（430英尺）
- 辐条：6 根辐条，每根直径15米（49英尺）
- 转速：每分钟1转
- 辐射防护罩：1.7（5.6英尺）厚的原始月球土壤

## 图集

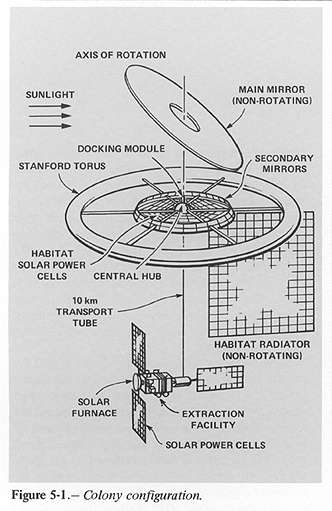
斯坦福环面配置
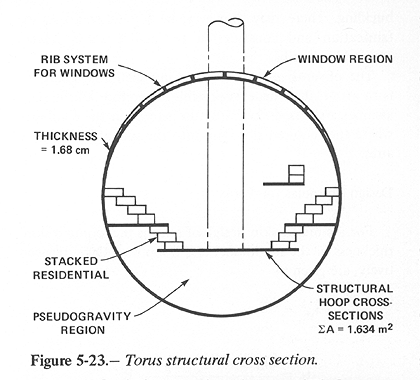
斯坦福圆环结构横截面
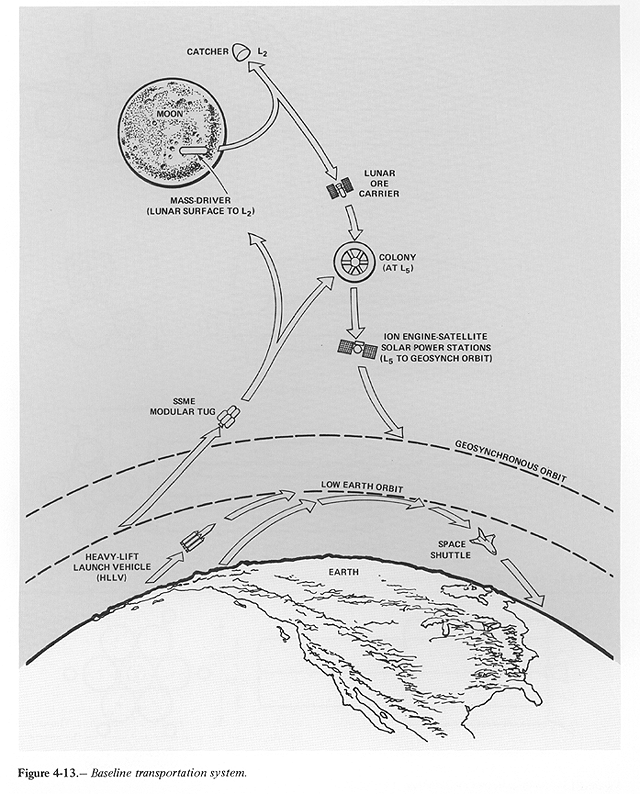
环形建筑的运输系统（1975年）
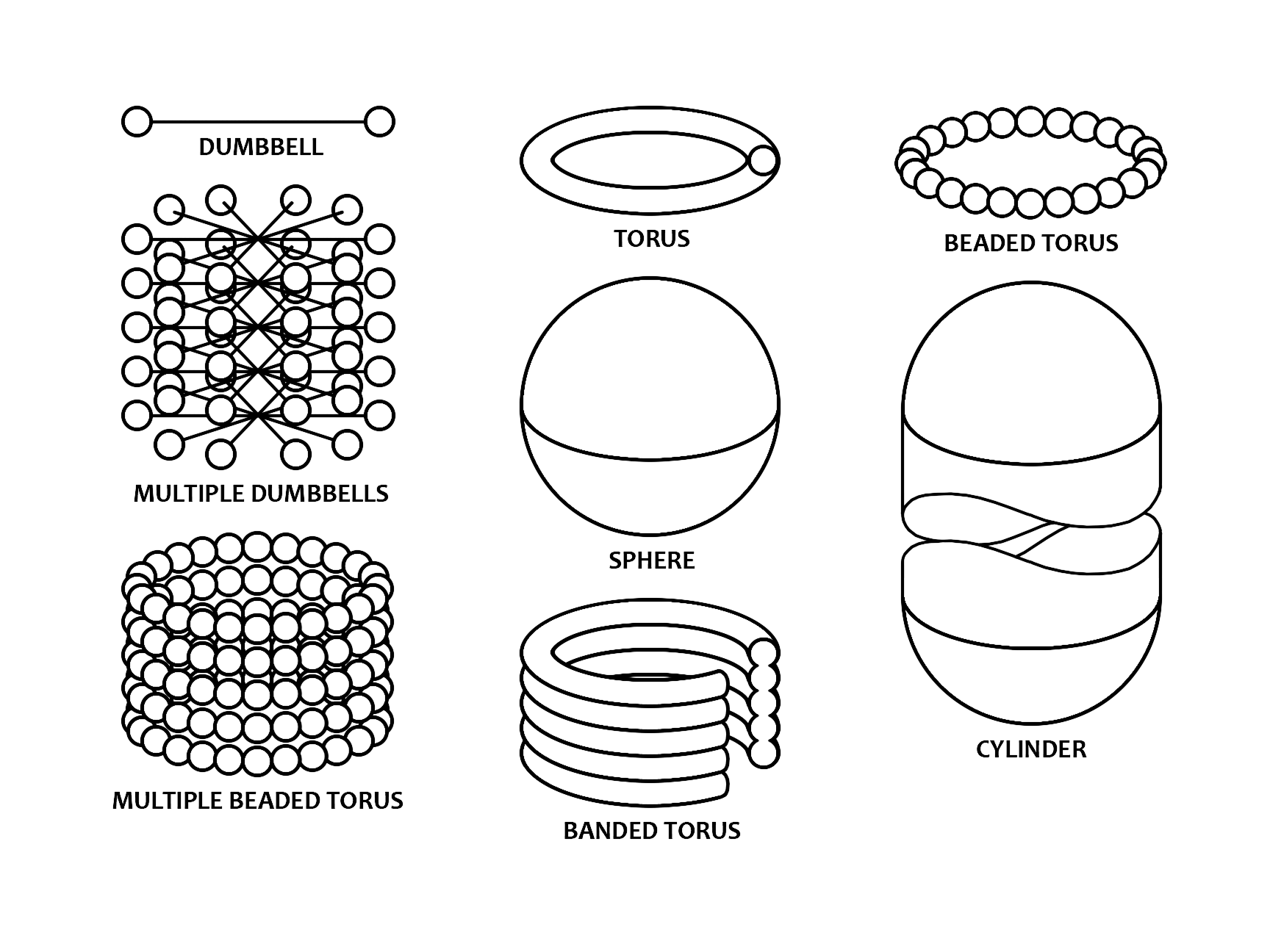
由相互连接的吊环或哑铃扩展而成的圆环
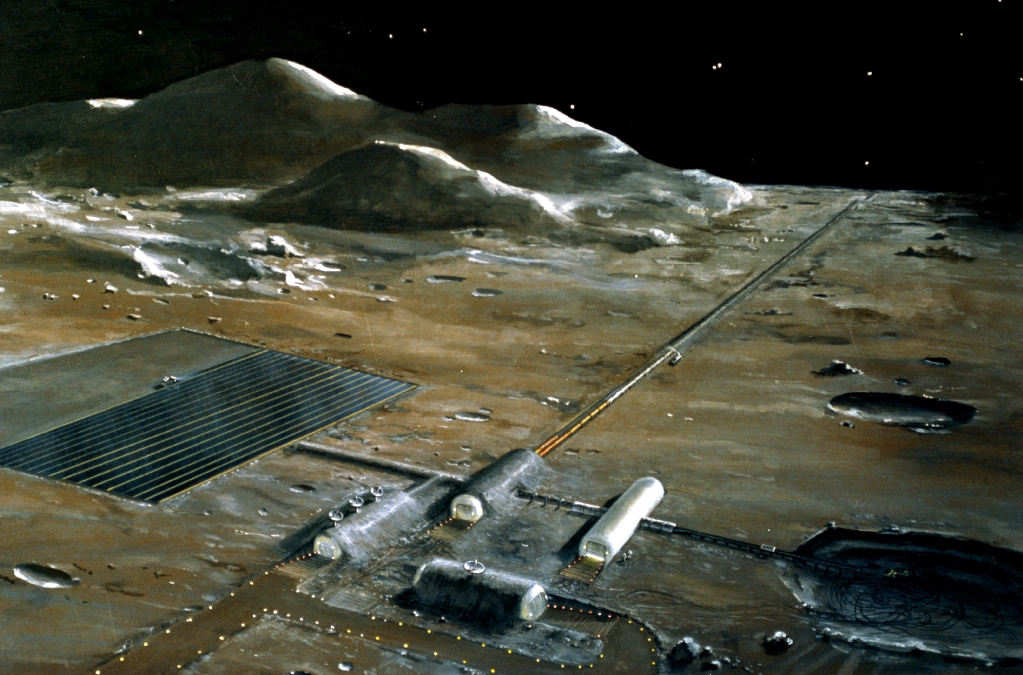
美国宇航局月球基地概念图，带有质量投射器（延伸至地平线的长结构）
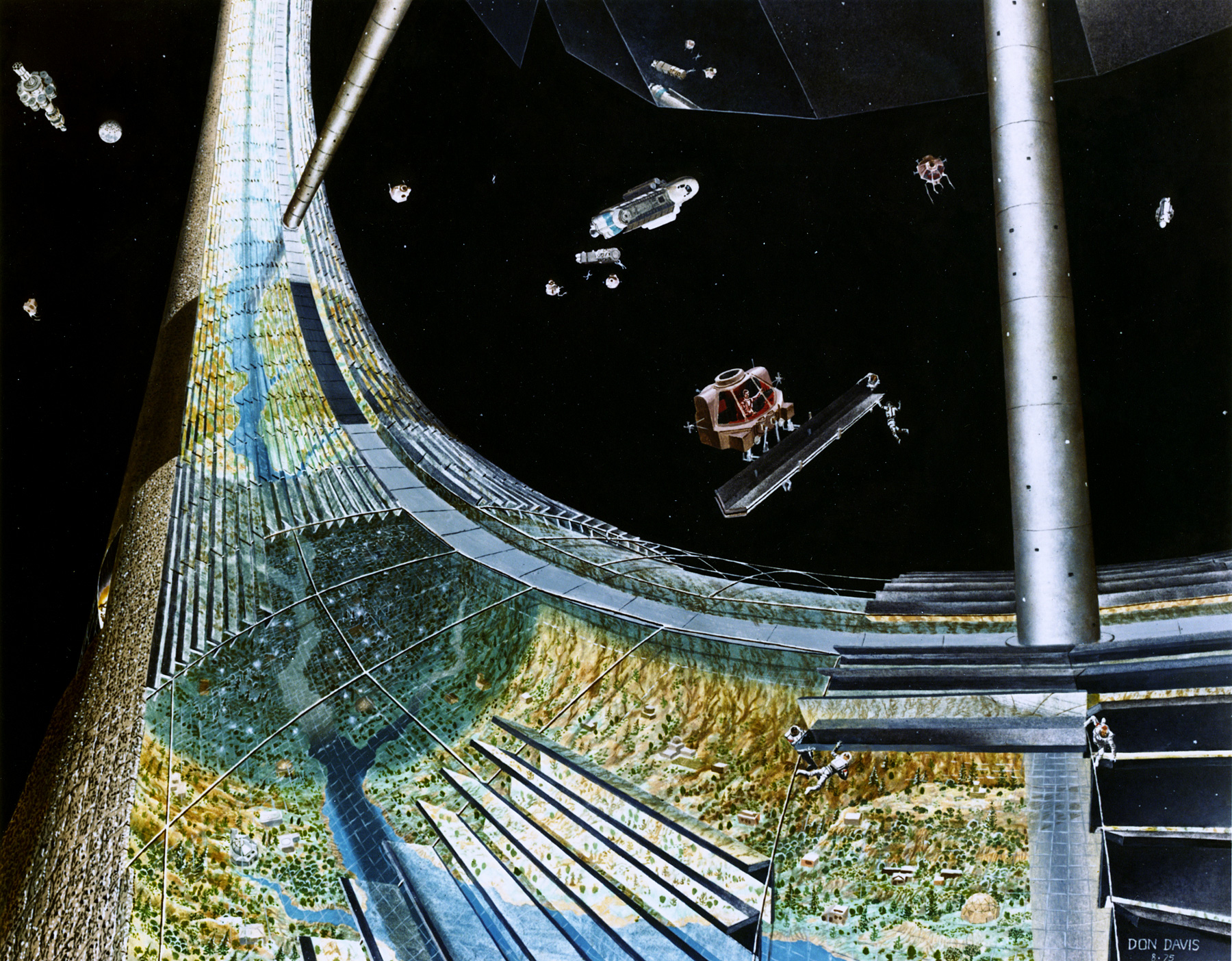
斯坦福环面外部视图，省略了一些辐射屏蔽的“V 形”镜，以显示内部空间
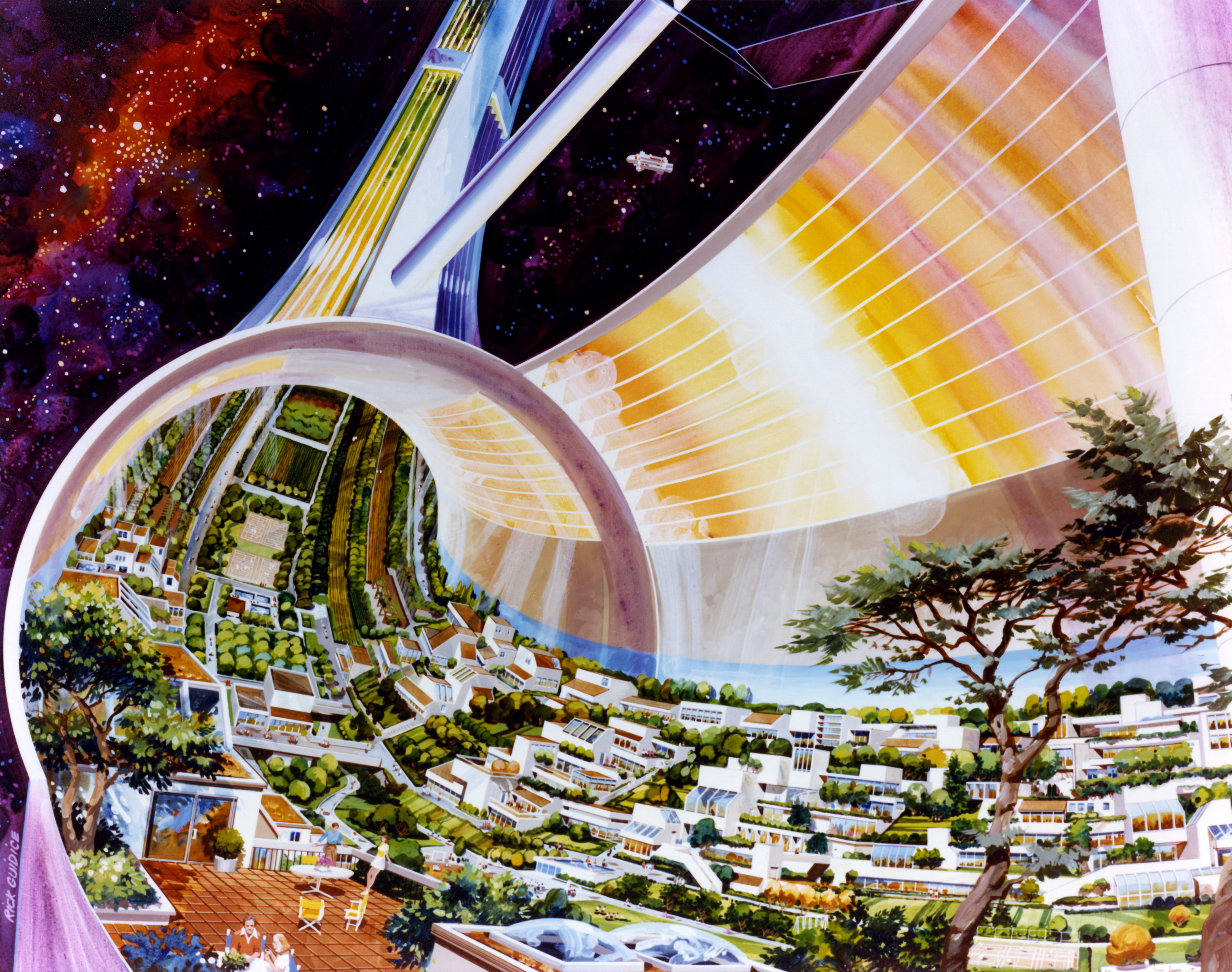
斯坦福圆环的剖面图